# Maribel Vaquero
María Isabel Vaquero Montero (Urnieta, Guipúzcoa, 26 de mayo de 1970) es una política española, actual portavoz del Partido Nacionalista Vasco en el Congreso de los Diputados.

## Biografía
María Isabel Vaquero nació el 26 de mayo de 1970 en Urnieta. Es la mayor de tres hermanos y está casada y tiene dos hijas. Es licenciada en Derecho en la Universidad del País Vasco.
Ha sido concejal del Ayuntamiento de Urnieta de 1995 a 2019, habiendo llegado a ser teniente de alcalde de dicho ayuntamiento. También ha sido juntera de las Juntas Generales de Guipúzcoa por la circunscripción de la Comarca de San Sebastián de 2007 a 2011, ocupando durante este tiempo la presidencia de la Comisión de Incompatibilidades de dicha cámara.
Ha sido diputada del Parlamento Vasco de 2007 a 2015, llegando a ocupar la presidencia de la Comisión de Derechos Humanos, Igualdad y Participación Ciudadana del Parlamento Vasco de 2013 a 2015, sustituyendo a Eva Juez en este cargo.
Posteriormente, fue elegida senadora en las para la XIII y XIV de las Cortes Generales, siendo durante este tiempo la portavoz del Grupo Parlamentario Vasco en el Senado.
Actualmente es diputada por Guipúzcoa en el Congreso de los Diputados.

## Elecciones disputadas
| Elecciones                                                         | Circunscripción | Candidatura | Puesto | Resultado |
| ------------------------------------------------------------------ | --------------- | ----------- | ------ | --------- |
| Elecciones municipales de 1995                                     | Urnieta         | EAJ-PNV     | -      | Electa    |
| Elecciones municipales de 1999                                     | Urnieta         | EAJ-PNV     | 2      | Electa    |
| Elecciones municipales de 2003                                     | Urnieta         | EAJ-PNV     | 2      | Electa    |
| Elecciones al Parlamento Vasco de 2005                             | Guipúzcoa       | EAJ-PNV     | 14     | Electa    |
| Elecciones municipales de 2007                                     | Urnieta         | EAJ-PNV     | 2      | Electa    |
| Elecciones a las JJGG de Guipúzcoa de 2007                         | Donostialdea    | EAJ-PNV     | 1      | Electa    |
| Elecciones al Parlamento Vasco de 2009                             | Guipúzcoa       | EAJ-PNV     | 7      | Electa    |
| Elecciones municipales de 2011                                     | Urnieta         | EAJ-PNV     | 2      | Electa    |
| Elecciones a las JJGG de Guipúzcoa de 2011                         | Donostialdea    | EAJ-PNV     | S1     | No electa |
| Elecciones al Parlamento Vasco de 2012                             | Guipúzcoa       | EAJ-PNV     | 5      | Electa    |
| Elecciones municipales de 2015                                     | Urnieta         | EAJ-PNV     | 2      | Electa    |
| Elecciones Generales de España de 2015 (Congreso de los Diputados) | Guipúzcoa       | EAJ-PNV     | S3     | No electa |
| Elecciones municipales de 2019                                     | Urnieta         | EAJ-PNV     | 13     | No electa |
| Elecciones Generales de España de abril de 2019 (Senado)           | Guipúzcoa       | EAJ-PNV     | 1      | Electa    |
| Elecciones Generales de España de noviembre de 2019 (Senado)       | Guipúzcoa       | EAJ-PNV     | 1      | Electa    |
| Elecciones Generales de España de 2023 (Congreso de los Diputados) | Guipúzcoa       | EAJ-PNV     | 1      | Electa    |